# Natação nos Jogos Pan-Americanos de 2011 - 50 m livre masculino
As competições dos 50 metros livre masculino da natação nos Jogos Pan-Americanos de 2011 foram realizadas em 20 de outubro no Centro Aquático Scotiabank, em Guadalajara.

## Medalhistas
| Ouro   | BRA César Cielo   |
| Prata  | BRA Bruno Fratus  |
| Bronze | CUB Hanser García |

## Recordes
Antes desta competição, os recordes mundiais e olímpicos da prova são os seguintes:
| Tipo                             | Atleta          | Tempo | Local          | Data                   | Ref |
| -------------------------------- | --------------- | ----- | -------------- | ---------------------- | --- |
|                                  | BRA César Cielo | 20s91 | São Paulo      | 18 de dezembro de 2009 | ver |
| Recorde dos Jogos Pan-Americanos | BRA César Cielo | 21s84 | Rio de Janeiro | 22 de julho de 2007    | ver |

## Resultados

### Eliminatórias
Resultado geral das três eliminatórias:
| Pos. | Nadador                    | Tempo | Eliminatória | Raia | Notas    |
| ---- | -------------------------- | ----- | ------------ | ---- | -------- |
| 1    | BRA César Cielo            | 22s17 | 3            | 4    |          |
| 2    | CUB Hanser García          | 22s37 | 2            | 5    |          |
| 3    | BRA Bruno Fratus           | 22s44 | 2            | 4    |          |
| 4    | CAY Brett Fraser           | 22s73 | 1            | 5    |          |
| 5    | USA William Copeland       | 22s75 | 1            | 4    |          |
| 6    | USA Bryan Lundquist        | 22s77 | 3            | 5    |          |
| 7    | ARG Federico Grabich       | 22s87 | 3            | 6    |          |
| 8    | BER Roy-Allan Burch        | 22s96 | 3            | 3    | Swim-off |
|      | URU José Gabriel Melconián | 22s96 | 1            | 6    | Swim-off |
| 10   | ARG Lucas Del Piccolo      | 23s02 | 1            | 3    |          |
| 11   | VEN Roberto Gómez          | 23s11 | 1            | 3    |          |
| 12   | BAH Elvis Burrows          | 23s36 | 2            | 3    |          |
| 13   | MEX Alejandro Escudero     | 23s48 | 1            | 7    |          |
| 14   | AHO Perry Lindo            | 23s60 | 2            | 2    |          |
| 15   | CAN Rory Biskupski         | 23s64 | 3            | 2    |          |
| 16   | BAR Martyn Forde           | 23s71 | 1            | 2    |          |
| 17   | MEX Antonio Cisneros       | 23s72 | 2            | 7    |          |
| 18   | CHI Oliver Elliot          | 23s74 | 3            | 7    |          |
| 19   | VIN Tolga Akcayli          | 25s65 | 3            | 1    |          |
| 20   | GUY Niall Roberts          | DNS   | 2            | 1    |          |

### Swim-off
Com o empate na oitava posição, foi realizada uma prova entre os dois nadadores:
| Pos. | Nadadora                   | Tempo | Raia | Notas |
| ---- | -------------------------- | ----- | ---- | ----- |
| 1    | BER Roy-Allan Burch        | 22s76 | 5    |       |
| 2    | URU José Gabriel Melconián | 22s96 | 4    |       |

### Final B
Resultado geral da final secundária onde não há disputa de medalhas:
| Pos. | Nadador                    | Tempo | Raia | Notas |
| ---- | -------------------------- | ----- | ---- | ----- |
| 1    | BAH Elvis Burrows          | 23s05 | 6    |       |
| 2    | ARG Lucas Del Piccolo      | 23s07 | 5    |       |
| 3    | URU José Gabriel Melconián | 23s10 | 4    |       |
| 4    | VEN Roberto Gómez          | 23s12 | 3    |       |
| 5    | CAN Rory Biskupski         | 23s58 | 1    |       |
| 6    | MEX Alejandro Escudero     | 23s61 | 2    |       |
| 7    | AHO Perry Lindo            | 23s65 | 7    |       |
| 8    | BAR Martyn Forde           | 23s67 | 8    |       |

### Final A
Resultado geral da final principal com disputa de medalhas:
| Pos.              | Nadador              | Tempo | Raia | Notas                            |
| ----------------- | -------------------- | ----- | ---- | -------------------------------- |
| Medalha de ouro   | BRA César Cielo      | 21s58 | 4    | Recorde dos Jogos Pan-Americanos |
| Medalha de prata  | BRA Bruno Fratus     | 22s05 | 3    |                                  |
| Medalha de bronze | CUB Hanser García    | 22s15 | 5    |                                  |
| 4                 | USA William Copeland | 22s30 | 2    |                                  |
| 5                 | CAY Brett Fraser     | 22s60 | 6    |                                  |
| 6                 | USA Bryan Lundquist  | 22s67 | 7    |                                  |
| 7                 | BER Roy-Allan Burch  | 22s82 | 8    |                                  |
| 8                 | ARG Federico Grabich | 22s97 | 1    |                                  |

Legenda
| Recorde mundial                  | Recorde mundial (World record)               |                       | Recorde africano                      | Recorde africano (African) |                                           | Q | Classificado por posição (Qualified) |
| Recorde dos Jogos Pan-Americanos | Recorde pan-americano (Pan-American record)  | Recorde da América    | Recorde da América (Americas)         | q                          | Classificado por melhor tempo (Qualified) |   |                                      |
| Melhor marca do ano              | Melhor marca do ano (World leading)          | Recorde asiático      | Recorde asiático (Asian)              | DNS                        | Não largou (Did not start)                |   |                                      |
| Recorde nacional                 | Recorde nacional (National record)           | Recorde europeu       | Recorde europeu (European)            | DNF                        | Não terminou (Did not finish)             |   |                                      |
| Recorde pessoal                  | Recorde pessoal do atleta (Personal best)    | Recorde da Oceania    | Recorde da Oceania (Oceania)          | DSQ / DQ                   | Desclassificado (Disqualified)            |   |                                      |
| Recorde da temporada             | Recorde da temporada do atleta (Season best) | Recorde sul-americano | Recorde sul-americano (South America) | NM                         | Sem marca (No mark)                       |   |                                      |